# 3500 Kobayashi
3500 Kobayashi este un asteroid din centura principală, descoperit pe 18 septembrie 1919 de Karl Reinmuth.